# Иларион (Троицкий)
Архиепи́скоп Иларио́н (в миру Влади́мир Алексе́евич Тро́ицкий; 13 (25) сентября 1886, село Липицы, Каширский уезд, Тульская губерния, ныне Серпуховского района Московской области — 28 декабря 1929, Ленинград) — епископ Русской православной церкви, архиепископ Верейский, богослов, проповедник, духовный писатель.
Прославлен в лике святых Русской православной церкви в 1999 году.

## Биография
Родился 13 (25) сентября 1886 года в селе Липицы Каширского уезда Тульской губернии (ныне Серпуховского района Московской области) в семье священника.
Рано изучил церковнославянский язык, в возрасте пяти лет уже читал в храме часы и шестопсалмие.
В одном из своих сочинений в самых тёплых словах рассказывает о своей родине:

С детства привык я <...> видеть такую именно картину на своей родине, на берегах родной Оки. Выйдешь у нас в Липицах на горку позади села, посмотришь на долину Оки, — вёрст на сорок видно вдаль. Только в ближайших деревнях своего и соседнего прихода разбираешь отдельные дома, а дальше заметны лишь здания Божиих храмов: красная тешиловская церковь, белая церковь в Лужках, в Пущине, в Тульчине, а на горизонте в тумане высятся каширские колокольни... Приедешь, бывало, домой на Пасху. Выйдешь к реке... И слышишь по воде со всех сторон радостный пасхальный трезвон во славу Христа Воскресшего: и с нашего тульского берега, и с московского несётся звон, будто две церкви, две епархии сливаются в одном торжественном гимне. Ярко и ласково светит весеннее солнышко, шумно бегут по канавам мутные потоки, важно расхаживают по земле грачи, вся земля будто проснулась и начала дышать, зеленеет уже травка. Оживает природа, и смиренный народ справляет праздник Воскресения. Слышишь, бывало, как несётся над рекой пасхальный звон, — будто волны новой жизни вливаются в душу, слёзы навёртываются на глазах. Долго и молча стоишь зачарованный.

Окончил Тульское духовное училище (1900), Тульскую духовную семинарию (1906) и Московскую духовную академию со степенью кандидата богословия за сочинение «История догмата о Церкви» (1910). Был лучшим по успеваемости студентом за последние 50 лет существования академии. За время учёбы был удостоен премии митрополита Московского Макария за лучшее семестровое сочинение и премии митрополита Московского Иосифа за лучшую кандидатскую работу. С августа 1910 по август 1911 года — профессорский стипендиат Московской духовной академии.
С августа 1911 года преподавал в академии Священное Писание Нового Завета. В декабре 1912 года защитил диссертацию на степень магистра богословия по теме «Очерки из истории догмата о Церкви», которая была удостоена Макарьевской премии за 1912—1913 годы. В январе 1913 года был утверждён в должности доцента; 28 марта 1913 года пострижен в монашество с именем Иларион; с 11 апреля — иеродиакон, со 2 июня — иеромонах, с 5 июля — архимандрит. С декабря 1913 года — экстраординарный профессор по 1-й кафедре Священного Писания Нового Завета Московской духовной академии. С мая 1913-го — инспектор академии, в мае — сентябре 1917 года — исполняющий обязанности ректора академии.
Награждён орденом Святой Анны II степени (1915), делегат Всероссийского съезда учёного монашества (1917).
Основные богословские работы посвящены учению о Церкви. Концепция Церкви, предложенная святителем, опирается на Священное Писание и учение святых отцов, причём святоотеческие представления пережиты им изнутри. В большинстве его сочинений можно проследить развитие мысли о Церкви как «союзе любви», как организме, мистическом Теле, члены которого объединены общей благодатной жизнью, имя которой — любовь. Считал, что Запад отпал от Церкви, что на Западе с 1054 года нет Церкви, а отпадение от Церкви означало отпадение от Христа — главы Церкви — и от христианства вообще. Единственной святой, соборной и апостольской церковью является православная церковь, вне которой таинства недействительны. Был убеждённым славянофилом и антизападником. Упрекал русскую интеллигенцию в отрыве от Церкви и русских корней благодаря насаждению западноевропейских культуры, образования и воспитания с петровских времён. Критиковал схоластику и призывал к очищению богословия от западного влияния: «На борьбу с этим-то вредным латинско-немецким засильем и его печальными плодами в нашем богословии я и считаю своим нравственным долгом вас призвать в эту грозную годину отечественной освободительной войны. Борьба уже началась».

## Участие в Поместном соборе
Был активным сторонником возрождения патриаршества. В октябре 1917 года в лекции в Московской духовной академии говорил: «Теперь наступает такое время, что венец патриарший будет венцом не „царским“, а скорее, венцом мученика и исповедника, которому предстоит самоотверженно руководить кораблём Церкви в его плавании по бурным волнам моря житейского».
Был членом Поместного собора 1917—1918 годов, членом II, X, XII, XIX, XXIII отделов, докладчиком отдела о высшем церковном управлении (ВЦУ), заслужил благодарность от имени Собора за деятельность в качестве докладчика отдела о ВЦУ. 23 октября произнёс яркую речь в защиту идеи о восстановлении патриаршества. В её основу он положил своё убеждение в том, что «патриаршество есть основной закон высшего управления каждой поместной церкви», и что «если мы не хотим порывать с вековым церковным преданием, мы не имеем права отвергнуть патриаршество». В завершение сказал: «Есть в Иерусалиме „стена плача“... В Москве, в Успенском соборе, также есть русская стена плача — пустое патриаршее место. Двести лет приходят сюда православные русские люди и плачут горькими слезами о погубленной Петром церковной свободе и былой церковной славе. Какое будет горе, если и впредь навеки останется эта наша русская стена плача! Да не будет!...». Выступление архимандрита Илариона сыграло значительную роль в принятии Собором решения о восстановлении патриаршества. Протоиерей Владислав Цыпин писал об этом выступлении как о «прославленном» и «хрестоматийном».

## Ближайший помощник патриарха
После избрания патриарха Тихона стал его секретарём и главным консультантом по богословским вопросам. Одновременно продолжил исполнять обязанности инспектора (эта должность получила название «проректор» академии), официально освобождён от этой должности в 1920 году. Регулярные занятия в академии прекратились в 1919 году, но преподаватели, в том числе и архимандрит Иларион, читали лекции и позднее.
Вопрос об архиерейском рукоположении архимандрита Илариона встал ещё в 1918 году, когда отцу Илариону было 32 года. 1 апреля 1918 года епископ Орловский и Севский Серафим (Остроумов) в своём рапорте Священному синоду просил организовать викарную Брянскую кафедру и предлагал архимандрита Илариона сделать епископом-викарием своей епархии с титулом «Брянский и Мценский», однако эти планы не осуществились.
Весной 1919 года в течение приблизительно трёх месяцев находился в заключении в Бутырской тюрьме. Своим близким писал из тюрьмы: «В камере собралось у нас три профессора. Читаем время от времени лекции; прошли курс стенографии. Прямо считаю нужным сказать, что эти два месяца прожил я не без пользы, и даже интереснее, чем жил вне тюрьмы».
В апреле — мае 1920 года назначен настоятелем Сретенского монастыря. 25 мая 1920 года хиротонисан во епископа Верейского, викария Московской епархии. Хиротонию возглавил патриарх Тихон. В речи при наречении во епископа сказал: «Церковь Божия стоит непоколебимо, лишь украшенная, яко багряницею и виссоном, кровьями новых мучеников. Что мы знали из церковной истории, о чём читали у древних, то ныне видим своими глазами: Церковь побеждает, когда ей вредят… Силы государства направились против Церкви, и наша Церковь дала больше мучеников и исповедников, нежели предателей и изменников».
Несмотря на многочисленные поручения, которые ему приходилось выполнять как помощнику патриарха Тихона, епископ Иларион часто служил в храмах Верейского уезда.
22 марта 1922 года был арестован, в июне выслан в Архангельск на год. В 1923 году вернулся из ссылки, возведён в сан архиепископа.
Вёл переговоры от имени церкви с представителями государства, добиваясь смягчения его политики в отношении религии. Когда началось массовое возвращение в церковь обновленцев, благодаря именно святителю Илариону церковная жизнь в Москве была налажена в кратчайший срок. Он разработал чин покаяния и сам принял исповедь сотен обновленцев — священников и мирян. Участвовал в публичных диспутах с атеистами.

## Соловецкий узник
Активная деятельность владыки вызвала недовольство большевиков. Осенью 1923 года был арестован, приговорён к трём годам лагерей. 1 января 1924 года был привезён на пересыльный пункт на Поповом острове, а в июне отправлен в Соловецкий лагерь особого назначения. На берегу залива Белого моря он работал сетевязальщиком и рыбаком; был лесником, живя в Варваринской часовне; как сторож жил в Филипповской пустыни. В лагере святителя не оставляли бодрость и духовная радость. Находясь на Соловках, он сохранил в себе все те добрые качества души, которые он приобрёл посредством подвигов и до монашества, и в монашестве, и в священстве. Те, кто в это время находились вместе с ним, являлись свидетелями его полного монашеского нестяжания, глубокой простоты, подлинного смирения, детской кротости. Он просто отдавал всё, что имел, что у него просили.
Автор книги «Неугасимая лампада» Борис Ширяев, также бывший соловецким узником, вспоминал: «Силе, исходившей от всегда спокойного, молчаливого владыки Илариона, не могли противостоять и сами тюремщики: в разговоре с ним они никогда не позволяли себе непристойных шуток, столь распространённых на Соловках, где не только чекисты-охранники, но и большинство уголовников считали какой-то необходимостью то злобно, то с грубым добродушием поиздеваться над „опиумом“. Нередко охранники, как бы невзначай, называли его владыкой. Обычно — официальным термином „заключённый“. Кличкой „опиум“, попом или товарищем — никогда, никто».
По словам ещё одного узника, священника Павла Чехранова, «в лагере владыка пользовался великим почётом. Многие видели в нём духовного отца; а в отношении душ, уже отравленных неверием, он был миссионером. Авторитет святителя был так высок, что вскоре сведения о его лагерной деятельности дошли до эмиграции. И благодаря, в частности, ему Соловецкий лагерь в 20-х годах был своеобразным духовным очагом, возле которого многие нашли спасение».
В 1925 году был временно переведён в ярославскую тюрьму, где власти убеждали его в обмен на свободу примкнуть к одному из лояльных большевикам церковных направлений — григорианству — но безрезультатно (владыка безусловно считал приверженцев этого течения раскольниками). Более того, сообщил другим заключённым об этом предложении. За «разглашение» данной информации был приговорён к новому трёхгодичному сроку заключения и отправлен обратно на Соловки.
Являлся одним из авторов так называемой «Памятной записки соловецких епископов» (27 мая/9 июня 1926 года), выразившей волю группы заключённых архиереев. «Записка» имела целью разработать основы для сосуществования Церкви и государственной власти в тех условиях, когда их духовные принципы противоположны, несовместимы; она продолжала линию церковной политики, которую вёл патриарх Тихон. Составители «Записки» заявили о систематических гонениях на Церковь в Советском Союзе и обличили неправду обновленчества. Они призвали к последовательному проведению в жизнь закона об отделении Церкви от государства; речь шла, в сущности, о желании Церкви действовать без опеки государственных чиновников.
Отрицательно отнёсся к «Декларации» заместителя патриаршего местоблюстителя митрополита Сергия (Страгородского), однако последовательного отстаивал необходимость сохранения молитвенно-канонического единства с ним:

всем отделяющимся, я до крайней степени не сочувствую. Считаю их дело совершенно неосновательным, вздорным и крайне вредным. Не напрасно каноны 13—15 Двукр. Собора определяют черту, после которой отделение даже похвально, а до этой черты отделение есть церковное преступление. А по условиям текущего момента преступление весьма тяжкое. То или другое административное распоряжение, хотя и явно ошибочное, вовсе не есть «казус белли». Точно так же и все касающееся внешнего права Церкви (то есть касающееся отношения к государственной политике и под.) никогда не должно быть предметом раздора. Я ровно ничего не вижу в действиях митр. Сергия и Синода его, чтобы превосходило меру снисхождения или терпения. Ну, а возьмите деятельность, хотя бы Синода с 1721 по 1917 г. Там, пожалуй, было больше сомнительного, и, однако ведь, не отделялись.

Осенью 1929 года его вновь осудили — к трём годам ссылки в Среднюю Азию.

## Смерть, похороны
Был отправлен в Среднюю Азию по этапу — от одной пересыльной тюрьмы к другой. В дороге заразился сыпным тифом, вспыхнувшим среди заключённых. Без вещей (в пути его обокрали), в одном рубище, кишащем насекомыми, в горячке его привезли в Ленинград и поместили в тюрьму. Через день тяжело больной владыка был отправлен в больницу (куда был вынужден идти пешком), где скончался через несколько дней. В бреду говорил: «Вот теперь я совсем свободен!» Врач, присутствовавший при его кончине, был свидетелем того, как владыка благодарил Бога, радуясь близкой встрече с Ним.
Ленинградский митрополит Серафим (Чичагов) добился у властей разрешения похоронить святителя в соответствии с его саном. Когда ближайшие родственники и друзья увидели его тело, святителя с трудом узнали: годы лагерей и тюрем превратили молодого, цветущего человека в седого старика. Похоронен священномученик был в Ленинграде на Новодевичьем кладбище Воскресенского Новодевичьего монастыря у Московской заставы, в 1990-е годы его могила была местом почитания.

## Канонизация и почитание
При подготовке канонизации новомучеников и исповедников, совершённой РПЦЗ в 1981 году, его имя было в несено в черновой список поимённый новомучеников исповедников российских. При издании поимённого списка новомучеников и исповедников РПЦЗ в конце 1990-х годов имя епископа Илариона не было включено в него наряду с именами других архиереев из числа сторонников митрополита Сергия.
8 апреля 1998 года Священный синод Русской православной церкви одобрил доклад председателя Синодальной комиссии по канонизации святых митрополита Крутицкого и Коломенского Ювеналия и постановил передать на решение очередного Архиерейского собора вопрос о канонизации архиепископа Илариона (Троицкого). 24 июля 1998 года честные останки Илариона были обретены и помещены в Казанскую церковь Воскресенского Новодевичьего монастыря.
10 мая 1999 года в Сретенском монастыре патриарх Московский и всея Руси Алексий II совершил его прославление в лике местночтимых святых. Накануне честные останки архиепископа Илариона были перевезены из Петербурга и помещены в соборный храм Сретенского монастыря.
Владыка Иларион причислен к лику святых новомучеников и исповедников Российских на Юбилейном Архиерейском соборе Русской православной церкви в августе 2000 года для общецерковного почитания.
Прославление священномученика Илариона продолжалось и за пределами России. 14 января 2006 года в Германии собиралась группа верующих, которые служили литургию в честь священномученика Илариона. Из этой группы образовался настоящий приход, который решением Священного синода Русской православной церкви от 21 августа 2007 года был включён в Берлинско-Германскую епархию. Первый настоятель этого прихода — иеромонах Серафим (Стандхардт), а первая староста — София Хейнзе, дальняя родственница священномученика Илариона. В 2007 году было куплено здание, в котором построили первую церковь в честь Илариона.
В Южно-Сахалинске есть улица имени священномученика Илариона.

## Труды
- Религия и политика // Христианин. — Сергиев Посад. — 1907. — № 2, 3, 8.
- Христианство и социализм. На современные темы. // Христианин. — Сергиев Посад. — 1910. — № 1—4.
- А. С. Хомяков и древнецерковные полемисты. // Вера и разум. — 1911. — № 18.
- Из академической жизни // Богословский вестник. 1911. № 5; 1915. № 7/8; 1916. № 7/8.
- Понятие о Церкви в противоиудейской полемике первых двух веков; Вопрос о Церкви в догматической полемике с донатизмом // Богословский вестник. 1912. № 5-6, 9-11.
- Христианство или Церковь? Сергиев Посад, 1912.
- Очерки из истории догмата о Церкви. Сергиев Посад, 1912 (М., 1997).
- О церковности духовной школы и богословской науки. Сергиев Посад, 1912.
- Покаяние в Церкви и покаяние в католичестве. — 1913
- История плащаницы. — Сергиев Посад, 1913.
- Покаяние в Церкви и покаяние в католичестве. — М.: Печатня А. И. Снегиревой, 1913.
- Речь о. инспектора Академии архимандрита Илариона пред благодарственным молебствием по случаю обновления академического храма. // Богословский вестник : журнал. — 1913, декабрь. — С. 613—616.
- Лев Толстой и воскресение Христово // Московские церковные ведомости. — 1913. — № 18.
- Церковь гонимая и Церковь господствующая. К празднованию 1600-летия со времени Миланского эдикта. // Московские церковные ведомости. — 1913. — № 37.
- К празднику Благовещения Пресвятой Богородицы // Рижские епархиальные ведомости. 1913. № 6.
- Постное и пост. Страничка из истории церковной дисциплины // Чтения в Обществе любителей духовного просвещения. — 1914. — № 3.
- Св. Писание и Церковь. — М.: Печатня А. И. Снегиревой, 1914.
- Воплощение и Церковь // МЦВ. — 1914. — № 51—52. — С. 1011—1016.
- Прогресс и преображение // Богословский вестник. — 1914, октябрь — ноябрь. — С. 218—232.
- Единство идеала Христова. Письмо к другу. Сергиев Посад, 1915.
- Христианства нет без Церкви . Сергиев Посад, 1915 (М., 2017).
- О жизни в Церкви и о жизни церковной (По поводу письма Преосвященного епископа Андрея к пастырям Уфимской епархии) // Христианин. — 1915, апрель.
- Грех против Церкви. Думы о русской интеллигенции. Пг., 1916. Речь к иноку Панкратию // Богословский вестник. 1916. № 7/8.
- О церковном употреблении пасхальной еннеакэдекаетириды Анатолия Лаодикийского. — 1916.
- Единство Церкви и Всемирная конференция христианства. Сергиев Посад, 1917.
- Открытие Всероссийского Церковного Собора; Почему необходимо восстановить патриаршество? // Богословский вестник. 1917. № 8-12.
- Профессор Митрофан Дмитриевич Муретов [Некролог] // Богословский вестник. 1918. № 3/5.
- Творения священномученика Илариона (Троицкого). — В 3 т. — М., 2004. — В юбилейное издание включены практически все его работы, известные на сегодняшний день. В первый том целиком вошла его диссертация «Очерки из истории догмата о Церкви», второй и третий тома посвящены соответственно богословским и церковно-публицистическим трудам.
- Исторический очерк существования Православной Церкви в России за время с 1613 года по настоящий момент. Архимандрит Иларион (Троицкий) // Вестник Православного Свято-Тихоновского гуманитарного университета. Серия 2: История. История Русской Православной Церкви. — 2010. — № 34. — С. 93—121.
- Иларион Троицкий. Преображение души / Отв. ред. О. А. Платонов. — М.: Ин-т рус. цивилизации, 2012. — 480 с. — ISBN 978-5-4261-0021-3.